# Municipio de Mineral del Chico
El municipio de Mineral del Chico es uno de los ochenta y cuatro municipios que conforman el estado de Hidalgo, México. La cabecera municipal es la localidad de Mineral del Chico, y la localidad más poblada es Benito Juárez.
El municipio se localiza al centro del territorio hidalguense entre los paralelos 20° 08’ y 20° 18’ de latitud norte; los meridianos 98° 39’ y 98° 51’ de longitud oeste; con una altitud entre 1600 y 3200 m s. n. m. Este municipio cuenta con una superficie de 192.11 km², y representa el 0.92 % de la superficie del estado; dentro de la región geográfica denominada como Comarca Minera y una pequeña sección al Valle del Mezquital.
Colinda al norte con los municipios de Actopan y Atotonilco el Grande; al este con los municipios de Atotonilco el Grande, Omitlán de Juárez y Mineral del Monte; al sur con los municipios de Pachuca de Soto y San Agustín Tlaxiaca; al oeste con los municipios de San Agustín Tlaxiaca, El Arenal y Actopan.

## Toponimia
Originalmente llamado Atotonilco el Chico, luego del hallazgo de las minas pasó a llamarse Real del Chico, y de ahí Mineral del Chico.

## Geografía

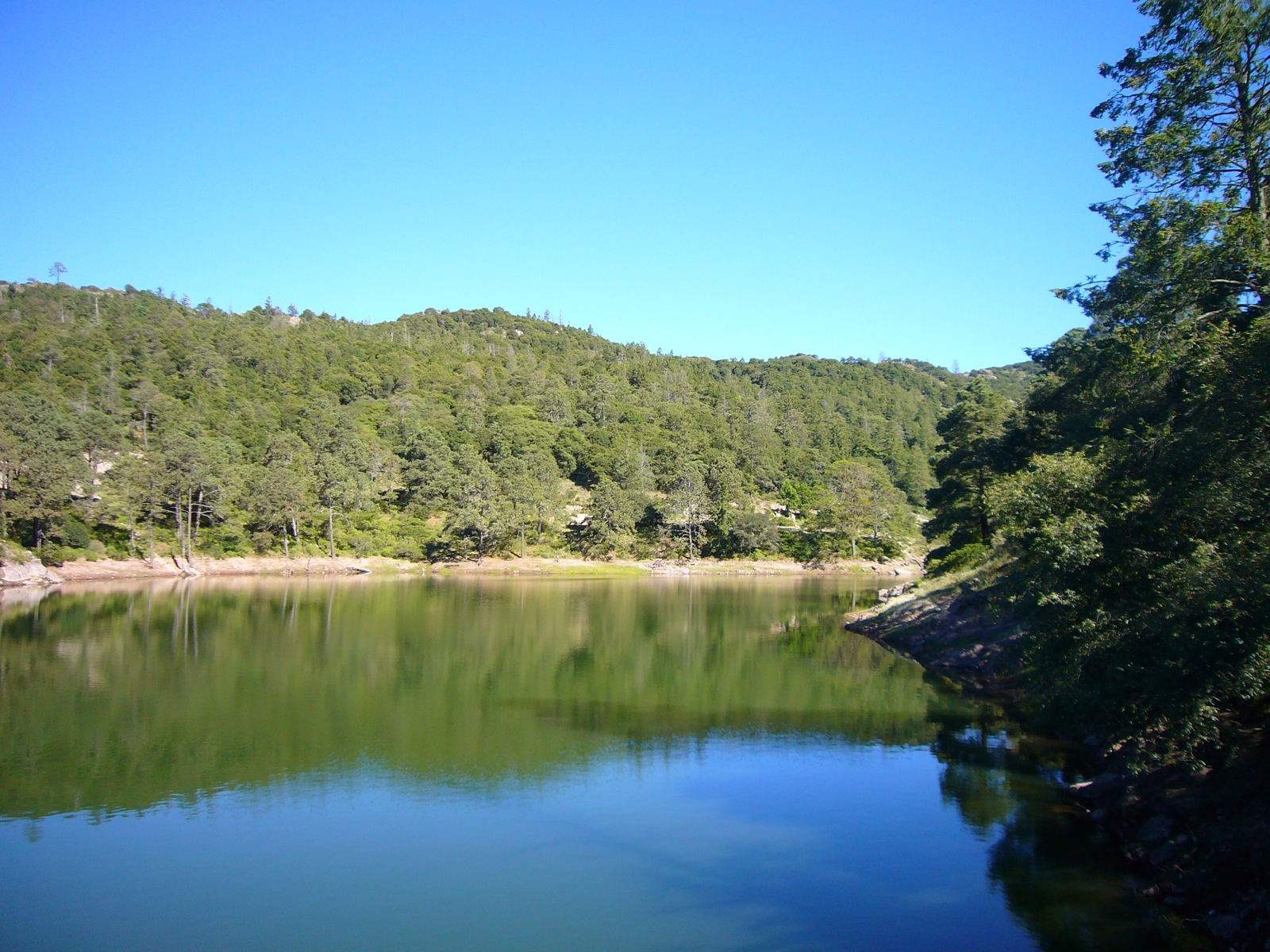
Presa El Cedral.

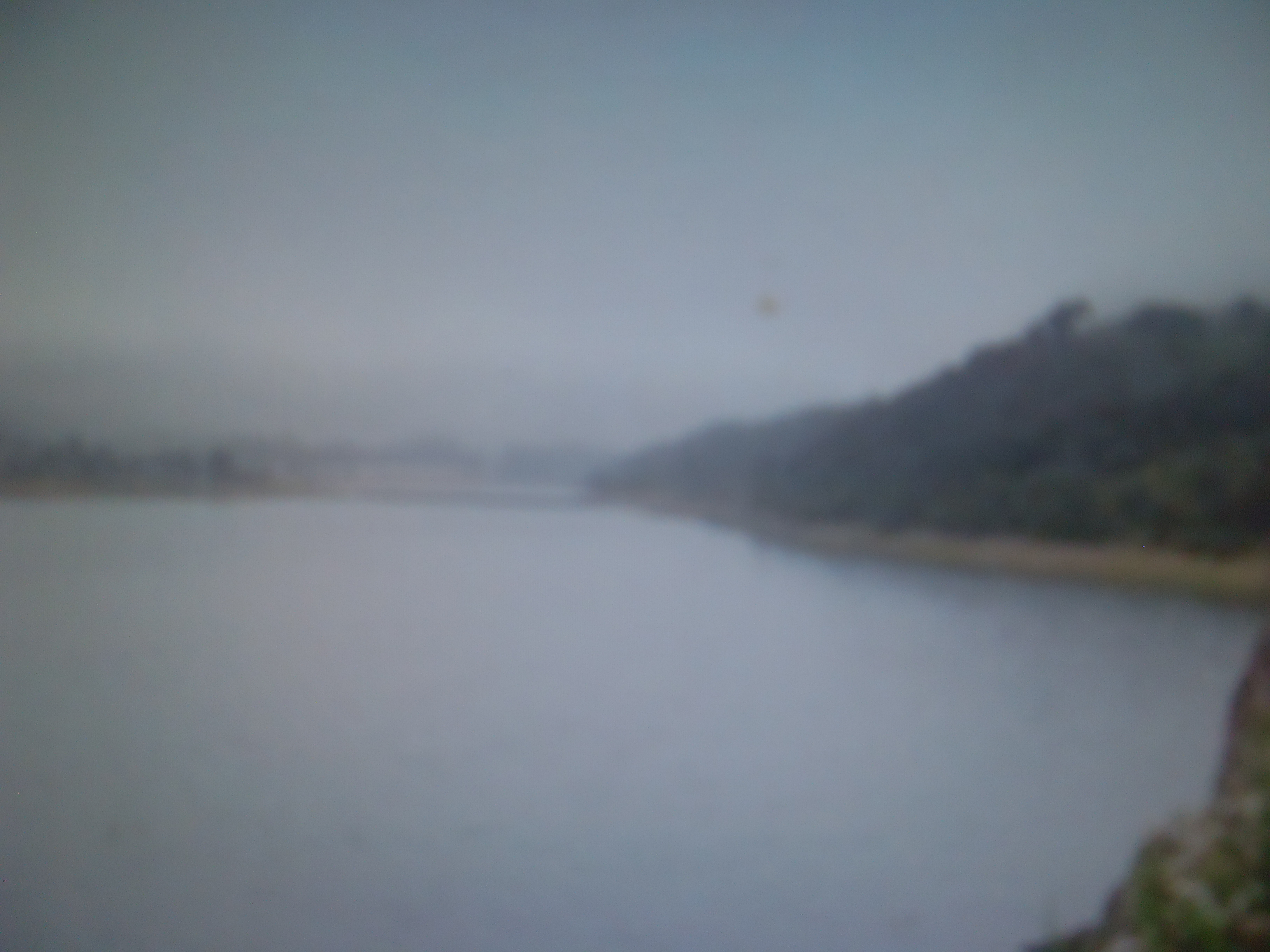
Presa La Estanzuela.

### Relieve e hidrográfica
En cuanto a fisiografía se encuentra dentro de las provincia del Eje Neovolcánico; dentro de la subprovincia de Sierras y Llanuras de Querétaro e Hidalgo. Su territorio es completamente sierra. El municipio es montañoso con formaciones rocosas como: Pared, Cristo, Compadres, La Muela, Cervin, Escondida, Botella, Fistol, Pared Norte, Toronja, León alado, Azteca, Zorro, Cáliz, Zumate, Corazón, Cruz Grande, La Plancha, La Bruja, Crestón, Pezuña, Benito Juárez, Rosendo de la Peña, Espejo, Monja, entre otros. Dignas de mención son las imponentes e interesantes peñas conocidas como Las Ventanas, Peña del Cuervo, Peñas Coloradas, El Circo del Crestón, Las Monjas y La Peña del Sumate.
En cuanto a su geología corresponde al periodo neógeno (98.37%) y cretácico (1.0%). Con rocas tipo ígnea extrusiva: andesita–brecha volcánica intermedia (59.37%), toba ácida–brecha volcánica ácida (36.5%) y volcanoclástico (2.5%); sedimentaria: caliza (1.0%). En cuanto a edafología el suelo dominante es regosol (52.0%), phaeozem (25.0%), luvisol (21.37%) y leptosol (1.0%).
En lo que respecta a la hidrología se encuentra posicionado en la región hidrológica del Pánuco; en las cuencas del río Moctezuma; dentro de las subcuencas de río Amajac (87.0%), río Actopan (12.0%) y río Tezontepec (1.0%). Se cuentan entre los ríos más importantes el de El Milagro, río Fresco, río de los Griegos, río Peñablanca, río Los Panales, río Aguacate, río Bandola y río Amajac. Las presas de la Estanzuela, El Cedral y Jaramillo contienen gran parte de líquido pluvial.

### Clima
El territorio municipal se encuentran los siguientes climas con su respectivo porcentaje: Templado subhúmedo con lluvias en verano, de mayor humedad (61.0%), semifrío subhúmedo con lluvias en verano, de mayor humedad (21.0%), templado subhúmedo con lluvias en verano, de menor humedad (14.0%) y templado subhúmedo con lluvias en verano, de humedad media (4.0%). Con una temperatura media anual de 15 °C y una precipitación pluvial anual de 1605 milímetros.

### Ecología
En cuanto a flora se compone de escarpadas montañas cubiertas por bosque de oyamel, encino, pino y junípero. En cuanto a fauna se puede observar tejón, ardilla, conejo, cacomixtle, tlacuache, zorra, armadillo, gato montés, onza y tuza. Así como algunas aves entre las que se cuenta el águila, búho, pájaro carpintero, alondra, golondrina, cenzontle y colibrí.
Parte del territorio de este municipio pertenece al Parque nacional El Chico, decretado como Parque nacional el 6 de julio de 1982 con una superficie de 2739 ha; esta área también comprende el municipio de Pachuca de Soto.

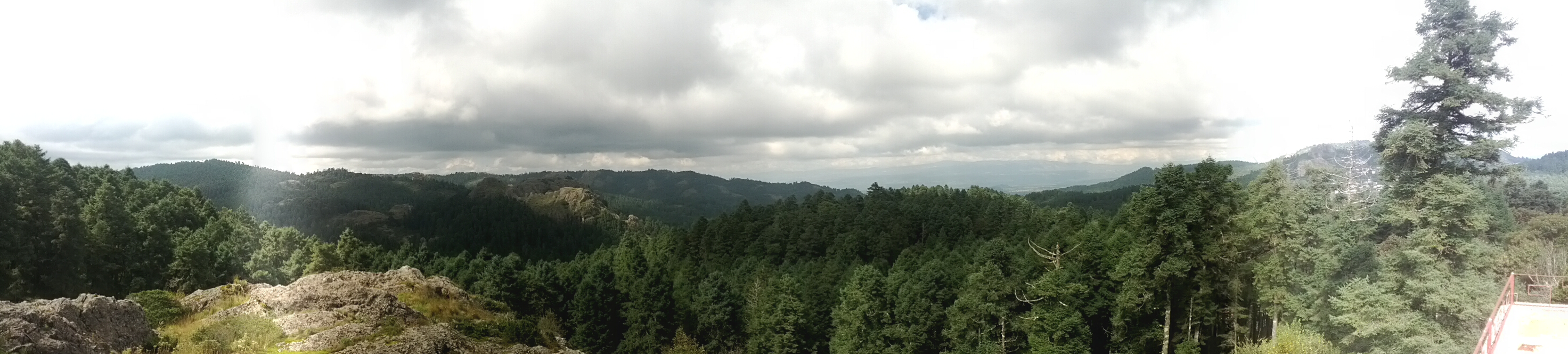
Sierra de Pachuca y Parque nacional El Chico.

## Demografía

### Población
De acuerdo a los resultados que presentó el Censo Población y Vivienda 2020 del INEGI, el municipio cuenta con un total de 8878 habitantes, siendo 4301 hombres y 4577 mujeres. Tiene una densidad de 46.2 hab/km², la mitad de la población tiene 29 años o menos, existen 93 hombres por cada 100 mujeres.
El porcentaje de población que habla lengua indígena es de 0.70 %, y el porcentaje de población que se considera afromexicana o afrodescendiente es de 1.28 %. Tiene una Tasa de alfabetización de 99.0 % en la población de 15 a 24 años, de 88.9 % en la población de 25 años y más. El porcentaje de población según nivel de escolaridad, es de 7.0 % sin escolaridad, el 61.0 % con educación básica, el 22.1 % con educación media superior, el 9.8  % con educación superior, y 0.1 % no especificado.
El porcentaje de población afiliada a servicios de salud es de 63.5 %. El 18.6 % se encuentra afiliada al IMSS, el 75.0 % al INSABI, el 5.3 % al ISSSTE, 0.1 % IMSS Bienestar, 0.4 % a las dependencias de salud de PEMEX, Defensa o Marina, 0.6 % a una institución privada, y el 0.6 % a otra institución. El porcentaje de población con alguna discapacidad es de 6.2 %. El porcentaje de población según situación conyugal, el 29.7 % se encuentra casada, el 32.4 % soltera, el 25.4 % en unión libre, el 4.9 % separada, el 1.2  % divorciada, el 6.3 % viuda.
Para 2020, el total de viviendas particulares habitadas es de 2533 viviendas, representa el 0.3 % del total estatal. Con un promedio de ocupantes por vivienda 3.5 personas. Predominan las viviendas con tabique y block. En el municipio para el año 2020, el servicio de energía eléctrica abarca una cobertura del 96.5 %; el servicio de agua entubada un 52.8 %; el servicio de drenaje cubre un 88.7 %; y el servicio sanitario un 89.8 %.

### Localidades

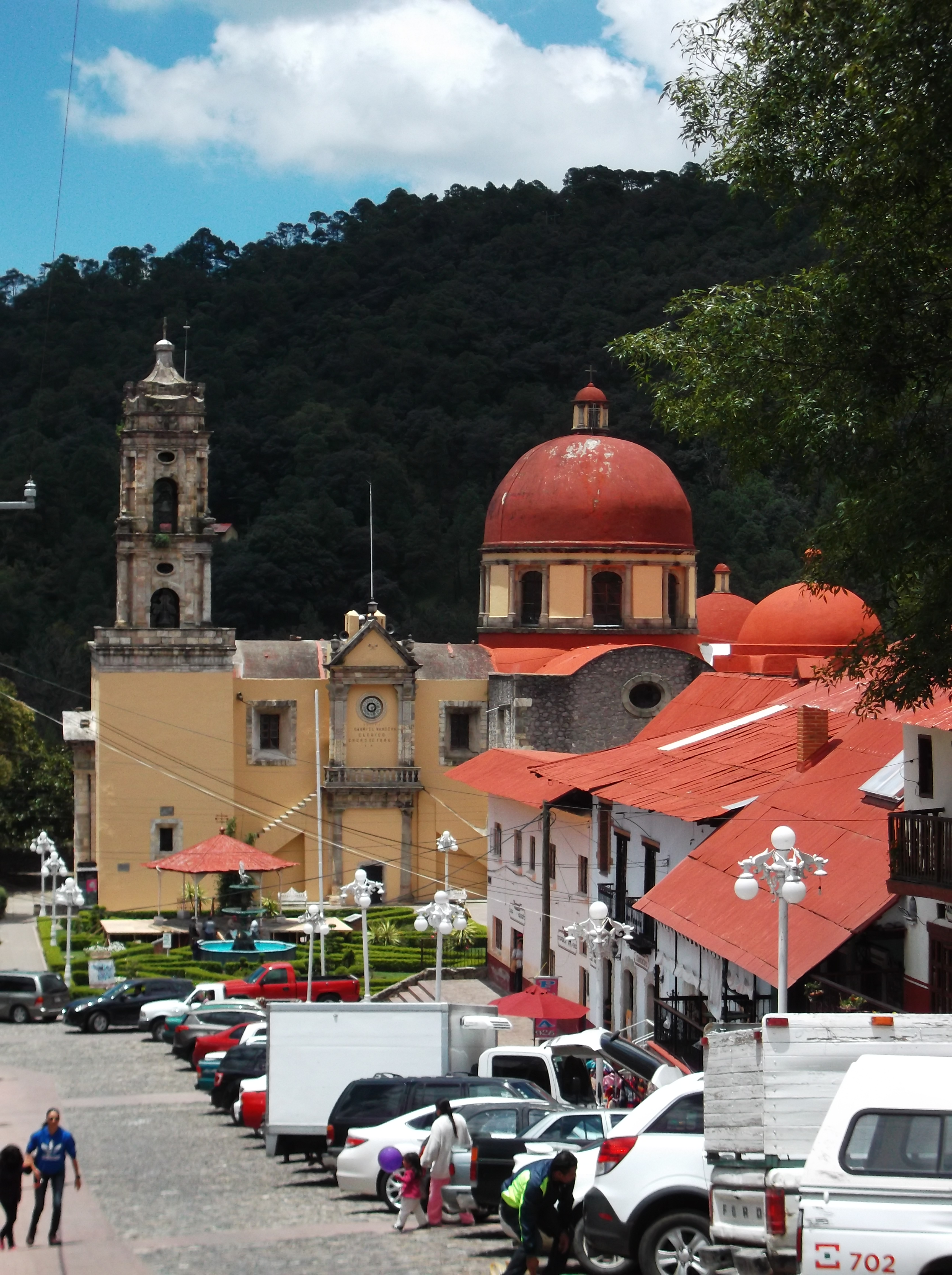
Localidad de Mineral del Chico.

Para el año 2020, de acuerdo al Catálogo de Localidades, el municipio cuenta con 34 localidades.
| Código INEGI | Localidad                     | Población (2020) | Porcentaje (%) | Ámbito Población | Categoría Población |
| ------------ | ----------------------------- | ---------------- | -------------- | ---------------- | ------------------- |
| 130380024    | Benito Juárez                 | 1969             | 22.18          | Rural            | Comunidad           |
| 130380007    | La Estanzuela                 | 1680             | 18.92          | Rural            | Comunidad           |
| 130380004    | Carboneras                    | 1196             | 13.47          | Rural            | Comunidad           |
| 130380001    | Mineral del Chico             | 533              | 6.00           | Urbano           | Cabecera municipal  |
| 130380019    | San Sebastián Capulines       | 319              | 3.59           | Rural            | Ranchería           |
| 130380018    | San José Capulines            | 318              | 3.58           | Rural            | Ranchería           |
| 130380003    | Capula                        | 306              | 3.45           | Rural            | Ranchería           |
| 130380025    | Carboneras la Palma           | 303              | 3.41           | Rural            | Ranchería           |
| 130380015    | El Puente                     | 286              | 3.22           | Rural            | Ranchería           |
| 130380014    | La Presa                      | 236              | 2.66           | Rural            | Ranchería           |
| 130380028    | Carboneras Cueva Blanca       | 219              | 2.47           | Rural            | Ranchería           |
| 130380006    | Cimbrones                     | 216              | 2.43           | Rural            | Ranchería           |
| 130380023    | Los Naranjos                  | 139              | 1.57           | Rural            | Ranchería           |
| 130380005    | Cebadas                       | 131              | 1.48           | Rural            | Ranchería           |
| 130380021    | Santa Inés                    | 98               | 1.10           | Rural            | Ranchería           |
| 130380013    | Pie de la Viga                | 90               | 1.01           | Rural            | Ranchería           |
| 130380046    | Barrio de Guadalupe           | 87               | 0.98           | Rural            | Ranchería           |
| 130380032    | La Laguna [Barrio]            | 86               | 0.97           | Rural            | Ranchería           |
| 130380017    | San Francisco                 | 83               | 0.93           | Rural            | Ranchería           |
| 130380039    | Carboneras la Laguna          | 74               | 0.83           | Rural            | Ranchería           |
| 130380033    | Carboneras los Lirios         | 61               | 0.69           | Rural            | Ranchería           |
| 130380016    | San Antonio el Llano          | 52               | 0.59           | Rural            | Ranchería           |
| 130380020    | San Simón lo de Rojas         | 46               | 0.52           | Rural            | Ranchería           |
| 130380008    | El Jaspe                      | 43               | 0.48           | Rural            | Ranchería           |
| 130380012    | Las Manzanas                  | 43               | 0.48           | Rural            | Ranchería           |
| 130380038    | Bandola                       | 41               | 0.46           | Rural            | Ranchería           |
| 130380002    | Cerro Alto                    | 36               | 0.41           | Rural            | Ranchería           |
| 130380009    | Loma del Maguey               | 36               | 0.41           | Rural            | Ranchería           |
| 130380022    | Tierras Coloradas             | 33               | 0.37           | Rural            | Ranchería           |
| 130380010    | Llano de los Ajos             | 32               | 0.36           | Rural            | Ranchería           |
| 130380042    | La Compaña                    | 30               | 0.34           | Rural            | Ranchería           |
| 130380041    | Los Ocotes [Barrio]           | 29               | 0.33           | Rural            | Ranchería           |
| 130380031    | Plan Grande (Ejido el Puente) | 16               | 0.18           | Rural            | Ranchería           |
| 130380044    | Las Piletas                   | 11               | 0.12           | Rural            | Ranchería           |

## Política
Se erigió como municipio el 13 de marzo de 1828. El Honorable Ayuntamiento está compuesto por: un Presidente Municipal, un Síndico y ocho Regidores, ocho Comisiones, treinta Delegados y cinco Comisariados Ejidales. De acuerdo al Instituto Nacional electoral (INE) el municipio está integrado por trece secciones electorales, de la 0700 a la 0712. Para la elección de diputados federales a la Cámara de Diputados de México y diputados locales al Congreso de Hidalgo, se encuentra integrado al III Distrito Electoral Federal de Hidalgo y al VIII Distrito Electoral Local de Hidalgo. A nivel estatal administrativo pertenece a la Macrorregión I y a la Microrregión V, además de a la Región Operativa I Pachuca.

### Cronología de presidentes municipales
| Periodo                  | Nombre                         | Afiliación política        |
| ------------------------ | ------------------------------ | -------------------------- |
| 1964-1967                | Humberto Pérez Baena           | -                          |
| 1967-1970                | Jorge Paredes Paredes          | -                          |
| 1970-1973                | Eladio Mejía Paredes           | -                          |
| 1973-1976                | Guadalupe Sánchez Torres       | -                          |
| 1976-1978                | Avelino Tovar Alvarado         | -                          |
| 1979-1981                | Gregorio Monzalvo Ubaldo       | -                          |
| 1982-1985                | Miguel A. Rosado Muñoz         | -                          |
| 1985-1987                | Norberto Meza Hernández        | -                          |
| 1988-1991                | Francisco Javier Tovar Gómez   | -                          |
| 1991-1994                | Sergio Alfredo Sánchez Aguilar | -                          |
| 16/01/1994 al 15/01/1997 | Evaristo Baltazar Ubaldo       | PRI                        |
| 16/01/1997 al 15/01/2000 | Carlos Alberto Ramírez Mateos  | PRI                        |
| 16/01/2000 al 15/01/2003 | Ramón Hernández Corona         | PRI                        |
| 16/01/2003 al 15/01/2006 | Julio Palafox Cabrera          | PRI                        |
| 16/01/2006 al 15/01/2009 | Virginia Mejia Briseño         | PRD                        |
| 16/01/2009 al 15/01/2012 | José Tejeda Toval              | Mas x Hidalgo              |
| 16/01/2012 al 04/09/2016 | Guillermo Hernández Morales    | Hidalgo nos Une            |
| 05/09/2016 al 04/09/2020 | Fernando Baltazar Monzalvo     | PRD                        |
| 05/09/2020 al 14/12/2020 | María Andrea Torres Gress      | Concejo Municipal Interino |
| 15/12/2020 al 04/09/2024 | Alfredo Hernández Morales      | PRD                        |
| 05/09/2024 al 04/09/2027 | Fernando Baltazar Monzalvo     | PRD                        |

## Economía

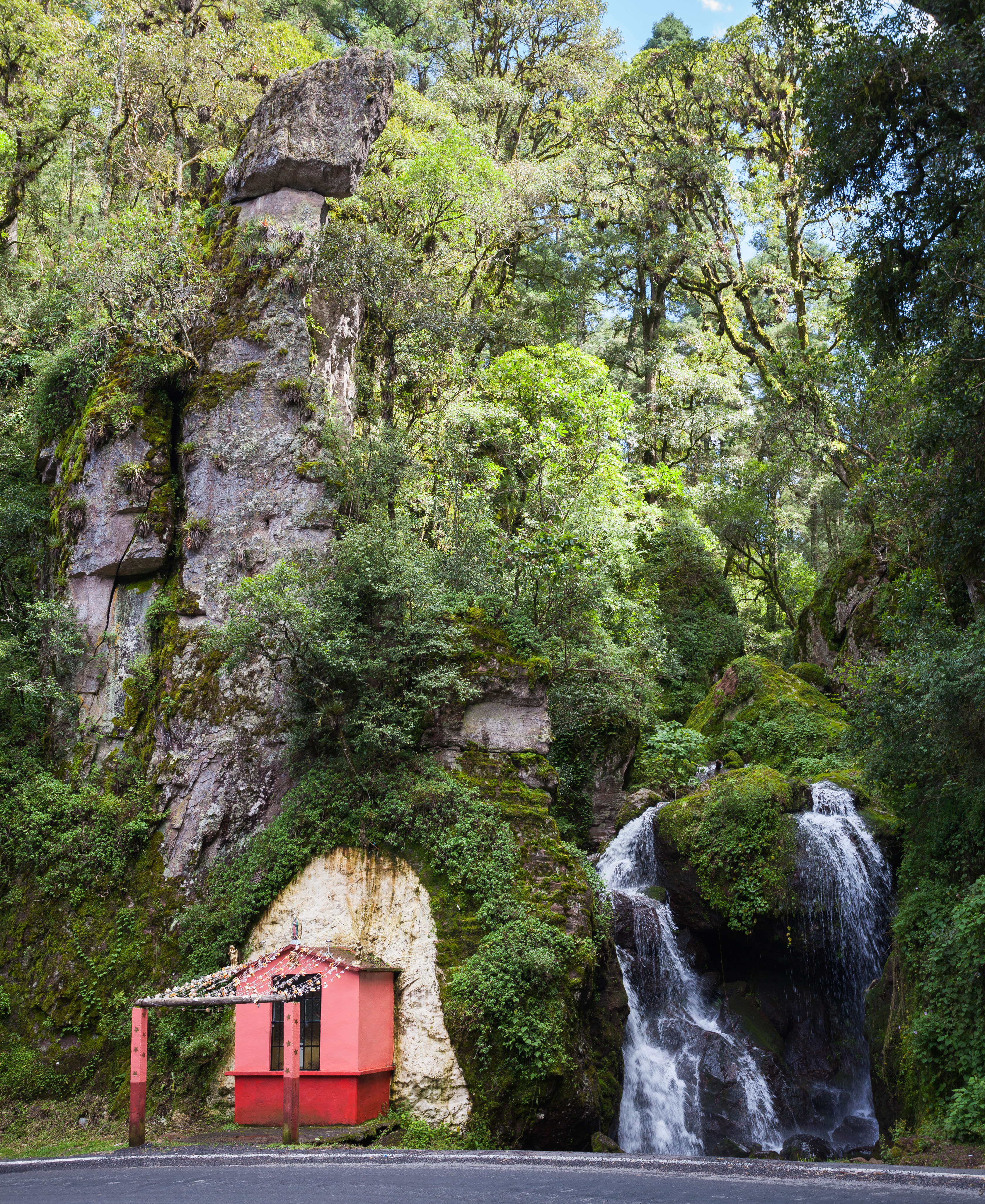
El municipio pertenece al Corredor turístico de la Montaña.

En 2015 el municipio presenta un IDH de 0.686 Medio, por lo que ocupa el lugar 51.° a nivel estatal; y en 2005 presentó un PIB de $275,514,070.00 pesos mexicanos, y un PIB per cápita de $41,036.00 (precios corrientes de 2005).
De acuerdo con el Consejo Nacional de Evaluación de la Política de Desarrollo Social (Coneval), el municipio registra un Índice de Marginación Alto. El 46.2% de la población se encuentra en pobreza moderada y 13.4% se encuentra en pobreza extrema. En 2015, el municipio ocupó el lugar 59 de 84 municipios en la escala estatal de rezago social.
A datos de 2015, en materia de agricultura dedica la mayoría de las hectáreas de siembra para maíz grano, avena forrajera y cebada grano, en menor producción cosechan maguey pulquero y manzana. En ganadería en este municipio es escasa para el ganado bovino
porcino y caprino, sin embargo el ganado ovino y las aves de corral son altamente producidos.
Para 2015 existen 82 unidades económicas, que generaban empleos para 288 personas. En lo que respecta al comercio, se cuenta con un tianguis, catorce tiendas Diconsa, y cuatro tiendas Liconsa; además se tiene un mercado público y un rastro municipal.
De acuerdo con cifras al año 2015 presentadas en los censos económicos del INEGI, la Población Económicamente Activa (PEA) del municipio asciende a 3168 de las cuales 3060 se encuentran ocupadas y 108 se encuentran desocupadas. El 9.70% pertenece al sector primario, el 41.04% pertenece al sector secundario, el 48.59% pertenece al sector terciario.